# Ссссссс
Ссссссс је хорор филм из 1973. који је режирао Бернанд Л. Ковалски. Главне улоге играју: Стротер Мартин, Дирк Бенедикт и Хедер Менцис.

## Улоге
| Глумац         | Улога               |
| -------------- | ------------------- |
| Стротер Мартин | Др Карл Стонер      |
| Дирк Бенедикт  | Дејвид Блејк        |
| Хедер Менцис   | Кристина Стонер     |
| Тим О’Конор    | Коген               |
| Џек Гинг       | шериф Дејл Хардисон |